# سام رايس
سام رايس (بالإنجليزية: Sam Rice)‏ هو لاعب كرة قاعدة أمريكي، ولد في 20 فبراير 1890 في موروكو في الولايات المتحدة، وتوفي في 13 أكتوبر 1974 في Rossmoor ‏ في الولايات المتحدة بسبب سرطان.

## وصلات خارجية
- سام رايس على موقعبيزبول رفرنس.كوم (الدوري الرئيسي) (الإنجليزية)
- سام رايس على موقعبيزبول رفرنس.كوم (الدوري الثانوي) (الإنجليزية)
- سام رايس على موقع جمعية أبحاث البيسبول الأمريكية (الإنجليزية)
- سام رايس على موقع قاعة مشاهير كرة القاعدة (الإنجليزية)
- سام رايس على موقع إن إن دي بي (الإنجليزية)